# Герман Гармс
Герман Август Теодор Гармс (нім. Hermann August Theodor Harms або нім. Hermann Harms, 16 липня 1870 — 27 листопада 1942) — німецький ботанік.

## Біографія
Герман Гармс народився у Берліні 16 липня 1870 року.
Він був ботаніком у Ботанічному саду Берліна. Герман Гармс був членом Прусської академії наук. Він зробив значний вклад у ботаніку, описавши багато видів насіннєвих рослин.
Герман Август Теодор Гармс помер у Берлині 27 листопада 1942 року.

## Наукова діяльність
Герман Гармс спеціалізувався на насіннєвих рослинах.

## Наукові роботи
- Karl Wilhelm von Dalla Torre & Hermann Harms: Genera siphonogamarum ad systema Englerianum conscripta. Leipzig: G. Engelmann, 1900–1907.
- Alfred Cogniaux & Hermann Harms: Cucurbitaceae-Cucurbiteae-Cucumerinae. Leipzig: Engelmann, 1924 (Nachdruck Weinheim 1966).